# 日本駐車場開発
日本駐車場開発株式会社（にっぽんちゅうしゃじょうかいはつ、英: NIPPON PARKING DEVELOPMENT Co., Ltd.）は、日本の不動産会社。略称は「日駐」又は「NPD」。東京証券取引所プライム市場に上場し、証券コードは2353。

## 概要
中核事業は、駐車場の総合的なコンサルティング業務や駐車場経営などで、既設の建物に附設された駐車場など稼働していない車室を建物オーナーから一括で賃借し、様々な契約形態を組み合わせて賃貸するビジネスモデルを得手とする。

## 所在地
- 本社 - 530-0018 大阪府大阪市北区小松原町2番4号 大阪富国生命ビル
- 東京支社 - 100-6510 東京都千代田区丸の内一丁目5番1号 新丸の内ビルディング

札幌、仙台、渋谷、横浜、名古屋、京都、神戸、広島、福岡に支社を持つ。

## 決算情報
|                           | 第25期             | 第26期             | 第27期             | 第28期            | 第29期            |
| 決算年月                  | 2016年（H28年）7月 | 2017年（H29年）7月 | 2018年（H30年）7月 | 2019年（R1年）7月 | 2020年（R2年）7月 |
| ------------------------- | ------------------ | ------------------ | ------------------ | ----------------- | ----------------- |
| 売上高（百万円）          | 18,139             | 21,987             | 22,771             | 24,381            | 22,979            |
| 営業利益（百万円）        | 1,977              | 3,067              | 3,533              | 4,157             | 2,672             |
| 経常利益（百万円）        | 2,240              | 3,212              | 3,610              | 4,152             | 2,741             |
| 当期純利益（百万円）      | 1,255              | 2,242              | 2,211              | 2,823             | 1,201             |
| 純資産額（百万円）        | 8,646              | 10,018             | 10,992             | 11,913            | 11,053            |
| 総資産額（百万円）        | 21,344             | 23,972             | 23,371             | 24,637            | 30,604            |
| 1株当たり純資産額（円）   | 19.77              | 23.09              | 25.18              | 27.41             | 25.39             |
| 1株当たり当期純利益（円） | 3.72               | 6.66               | 6.56               | 8.44              | 3.63              |
| 自己資本比率(%)           | 31.2               | 32.5               | 36.3               | 37.0              | 27.4              |
| 自己資本当期純利益率(%)   | 18.7               | 31.0               | 27.2               | 32.1              | 13.7              |
| 従業員数（名）            | 960                | 1,053              | 1,000              | 1,053             | 1,166             |

|                           | 第25期             | 第26期             | 第27期             | 第28期            | 第29期            |
| 決算年月                  | 2016年（H28年）7月 | 2017年（H29年）7月 | 2018年（H30年）7月 | 2019年（R1年）7月 | 2020年（R2年）7月 |
| ------------------------- | ------------------ | ------------------ | ------------------ | ----------------- | ----------------- |
| 売上高（百万円）          | 10,781             | 10,230             | 9,022              | 8,461             | 8,074             |
| 営業利益（百万円）        | 1,835              | 1,655              | 1,364              | 1,517             | 1,285             |
| 経常利益（百万円）        | 2,023              | 1,724              | 1,903              | 2,289             | 2,343             |
| 当期純利益（百万円）      | 1,324              | 1,137              | 1,275              | 1,764             | 1,813             |
| 資本金（百万円）          | 668                | 699                | 699                | 699               | 699               |
| 発行済株式総数（株）      | 347,658,100        | 348,398,600        | 348,398,600        | 348,398,600       | 348,398,600       |
| 純資産額（百万円）        | 5,625              | 5,700              | 5,816              | 5,518             | 5,519             |
| 総資産額（百万円）        | 13,710             | 14,754             | 13,494             | 13,151            | 16,528            |
| 1株当たり純資産額（円）   | 16.14              | 16.14              | 16.13              | 15.24             | 15.27             |
| 1株当たり当期純利益（円） | 3.93               | 3.38               | 3.79               | 5.28              | 5.48              |
| 自己資本比率(%)           | 39.7               | 36.9               | 40.3               | 38.6              | 30.6              |
| 従業員数（名）            | 542                | 535                | 427                | 396               | 385               |

## 主要子会社

### 駐車場
- 日本駐車場開発株式会社
- 日本自動車サービス株式会社
- 日本駐車場開発札幌株式会社
- NIPPON PARKING DEVELOPMENT(THAILAND) CO.,LTD.

### スキー場
- 日本スキー場開発株式会社

### テーマパーク
- 日本テーマパーク開発株式会社
- 藤和那須リゾート株式会社
- 那須興業株式会社

### 新規事業
- 株式会社ティー・シー・ケー・ワークショップ
- 日本からだ開発株式会社
- 株式会社ロクヨン

## 主要株主
| 氏名又は名称                                 | 住所                             | 所有株式数 (株) | 発行済株式 (自己株式を除く。) の総数に対する所有株式数の割合(%) |
| -------------------------------------------- | -------------------------------- | --------------- | --------------------------------------------------------------- |
| 株式会社巽商店                               | 大阪府寝屋川市東香里園町21番21号 | 98,600,000      | 29.81                                                           |
| トヨタ自動車株式会社                         | 愛知県豊田市トヨタ町1番地        | 11,907,000      | 3.60                                                            |
| 日本マスタートラスト信託銀行株式会社(信託口) | 東京都港区浜松町2丁目11番3号     | 11,020,800      | 3.33                                                            |

## 沿革

### 創業から
- 1991年 - 大阪府寝屋川市に日本駐車場開発株式会社を資本金10,000千円で設立、駐車場に関するコンサルティング業務を開始
- 1994年 - 大阪市中央区に拠点を開設
- 1994年 - 東京都渋谷区に東京支店を開設、首都圏での営業を開始
- 1997年 - 有人の時間貸し駐車場管理業務を開始
- 1998年 - ビル附置の立体駐車場における駐車場管理業務を開始
- 1998年 - 京都市下京区に京都支社を開設

### 2000年から
- 2001年 - 名古屋市中区に名古屋支社を開設
- 2001年 - 神戸市中央区に神戸支社を開設
- 2001年 - 横浜市中区に横浜支社を開設
- 2003年 - 福岡市中央区に福岡支社を開設
- 2004年 - 東京証券取引所市場第二部に上場
- 2005年 - 東京証券取引所市場第一部に上場
- 2005年 - ジャスダック証券取引所に上場
- 2005年 - 広島市中区に広島支社を開設
- 2005年 - スキー場の運営・管理を目的として東京都千代田区に日本スキー場開発株式会社(連結子会社)を 10,000千円で設立
- 2006年 - 札幌市中央区に札幌支社を開設
- 2006年 - 日本スキー場開発株式会社がスキー場の運営を目的として、サンアルピナ鹿島槍スキー場を550,000 千円で購入
- 2006年 - 仙台市青葉区に仙台支社を開設
- 2009年 - 日本スキー場開発株式会社が竜王スキーパークの運営を目的として竜王観光株式会社の全株式を取得し、竜王観光株式会社(現株式会社北志賀竜王)を連結子会社化

### 2010年から
- 2010年 - アジアにおける駐車場の運営・管理・コンサルティングを目的としてタイ国バンコクに現地法人ＮＰＤ ＧＬＯＢＡＬ ＣＯ.,ＬＴＤ.を設立
- 2010年 - タイ国における駐車場の運営・管理・コンサルティングを目的としてＮＰＤ ＰＡＲＫＩＮＧ ＤＥＶＥＬＯＰＭＥＮＴ (ＴＨＡＩＬＡＮＤ)ＣＯ.,ＬＴＤ.を設立
- 2010年 - 日本スキー場開発株式会社が川場スキー場の運営を目的として川場リゾート株式会社の株式99.9% を取得し、川場リゾート株式会社を連結子会社化
- 2011年 - タイ国における現地不動産管理のノウハウを持つビジネスパートナーと共にＳＩＡＭ ＮＩＰＰＯＮ ＰＡＲＫＩＮＧ ＳＯＬＵＴＩＯＮＳ ＣＯ.,ＬＴＤ.を設立2
- 2011年 - 中国における駐車場の運営・管理・コンサルティングを目的として邦駐(上海)停車場管理有限公司を設立
- 2011年 - カーシェアリングサービスの運営を目的として日本自動車サービス株式会社を設立
- 2012年 - 日本スキー場開発株式会社が白馬八方尾根スキー場、白馬岩岳スノーフィールド、栂池高原スキー 場の運営を目的として白馬観光開発株式会社の株式95.46%を取得し、白馬観光開発株式会社を連結 子会社化
- 2013年 - 日本スキー場開発株式会社がアウトドアグッズの総合レンタルショップ「スパイシー」の運営を目的として株式会社スパイシーの株式100%を取得し、株式会社スパイシーを連結子会社化
- 2014年 - 韓国における駐車場の運営・管理・コンサルティングを目的として韓国ソウルに現地法人ＮＰＤ ＫＯＲＥＡ ＣＯ.,ＬＴＤ.を設立
- 2014年 - 新規事業として、海外子女及び帰国子女への教育を目的とした株式会社ティー・シー・ケー・ワー クショップを設立
- 2014年 - 日本スキー場開発株式会社がめいほうスキー場の運営を目的としてめいほう高原開発株式会社の株 式61.36%を取得し、めいほう高原開発株式会社を連結子会社化
- 2014年 - 新規事業として、海外・国内の企画旅行の販売・実施、海外旅行・国内旅行の手配及び他社の募集 型企画旅行の代売を行うことを目的とした株式会社Ｇｅｅｋｏｕｔを設立
- 2015年 - インドネシアにおける駐車場の管理・運営・コンサルティングを目的としてインドネシア共和国ジ ャカルタ市に現地法人ＰＴ． ＮＰＤ ＳＯＬＵＴＩＯＮＳ ＩＮＤＯＮＥＳＩＡを設立
- 2015年 - 日本スキー場開発株式会社が東京証券取引所マザーズへ新規上場
- 2015年 - タイ国における、メディカルチェックサービス・健康管理サービスの提供及び医療機関向け検査機 器の販売を目的としてＮＰＤ Ｈｅａｌｔｈｃａｒｅ Ｓｅｒｖｉｃｅ(ＴＨＡＩＬＡＮＤ)ＣＯ．， ＬＴＤ．を設立
- 2015年 - 日本スキー場開発株式会社が菅平高原スノーリゾートの運営を目的として株式会社ハーレスキーリ ゾートの株式83.37%を取得し、株式会社ハーレスキーリゾートを連結子会社化
- 2016年 - 日本テーマパーク開発株式会社が那須ハイランドパークの運営を目的として藤和那須リゾート株式 会社の株式100%を取得し、藤和那須リゾート株式会社を連結子会社化
- 2016年 - 北海道における駐車場事業およびレンタカー事業を会社分割し、本承継対象事業を新設する日本駐 車場開発札幌株式会社に承継
- 2017年 - 働く方々の健康の実現、企業の健全な成長による、健全な社会の実現を目的として日本からだ開発 株式会社を設立
- 2018年 - 台湾における駐車場の管理・運営・コンサルティングを目的として中華民国(台湾)台北市に現地法 人臺灣日駐開發股?有限公司を設立
- 2018年 - 簡易宿泊施設及び民泊施設等の開発・取得を行うことを目的として株式会社ロクヨンを設立

### 2020年から
- 2020年 - 日本テーマパーク開発株式会社が那須高原りんどう湖ファミリー牧場の運営を目的として那須興業 株式会社の株式100%を取得し、那須興業株式会社を連結子会社化

## グループ企業

### 1.駐車場
- 日本駐車場開発株式会社
- 日本自動車サービス株式会社
- 日本駐車場開発札幌株式会社
- NIPPON PARKING DEVELOPMENT (THAILAND) CO.,LTD.

### 2.スキー場
日本スキー場開発株式会社
- 長野県
  - HAKUBA VALLEY白馬八方尾根スキー場
  - HAKUBA VALLEY白馬岩岳スノーフィールド
  - HAKUBA VALLEY栂池高原スキー場
  - HAKUBA VALLEY鹿島槍スキー場
  - 竜王スキーパーク
  - 菅平高原スノーリゾート
- 群馬県
  - 川場スキー場
- 岐阜県
  - めいほうスキー場

### 3.テーマパーク
- 日本テーマパーク開発株式会社
- 藤和那須リゾート株式会社
- 那須興業株式会社

### 4.新規事業
- 株式会社ティー・シー・ケー・ワークショップ
- 日本からだ開発株式会社
- 株式会社ロクヨン

## 加盟団体
- 社団法人 日本経済団体連合会
- 社団法人 関西経済連合会
- 社団法人 警視庁管内特殊暴力防止対策連合会